# Rheinfelden (Baden) (stacja kolejowa)
Rheinfelden (Baden) – stacja kolejowa w Rheinfelden (Baden), w kraju związkowym Badenia-Wirtembergia, w Niemczech. Stacja posiada 2 perony.

## Połączenia
Na stacji zatrzymują się pociągi Regionalbahn i Interregio-Express.
Połączenia (stacje końcowe):
- Bazylea
- Friedrichshafen
- Lauchringen
- Radolfzell am Bodensee
- Singen (Hohentwiel)
- Ulm
- Waldshut-Tiengen